# 沙恩·路尼
沙恩·路尼（英語：Shane Lowry，1989年6月12日—），澳洲職業足球運動員，出生在澳洲珀斯， 現時效力马来西亚超级足球联赛球會柔佛DT。雖然，他曾代表愛爾蘭U17和愛爾蘭U21上陣，不過他最終選擇代表澳洲作賽，但只曾入選南非世界盃澳洲30人初選名單。

## 生平

### 球會
阿士東維拉
路尼出身自澳洲球會ECU君達樂的青訓系統。2005年2月，他與隊友一同加盟阿士東維拉。2006/07球季，他代表阿士東維拉預備隊上陣了9場賽事，其中大部分都是出現在球季快要結束時。2007年5月，他亦是贏得飛利浦照明國際七人足球賽（HKFC Philips Lighting International Soccer Sevens）的其中一員。2007年6月，他簽訂了為期一年的合約。
2007年8月，他在季前熱身賽對史篤城的賽事中入替史提芬·奧哈洛蘭而首次在一隊上陣，他在這場2-0的勝仗中踢了17分鐘。路尼參與和平盃後，他在2009/10賽季歐霸盃足球聯賽客場對維也納迅速的賽事中首次正選上陣。
2009/10球季，他在2010年1月對白禮頓的足總盃賽事中後備入替而再一次在一隊上陣。
外借普利茅夫
2009年9月17日，路尼被外借至英冠球會普利茅夫，為期三個月。他代表普利茅夫上陣了13場聯賽賽事，他使人印象深刻的表現，令有部分後衛受傷的阿士東維拉將他召回。
外借列斯聯
2010年1月28日，路尼被外借至列斯聯直至2010年3月13日，與國家隊隊友派崔克·基斯諾保和尼爾·基爾堅尼一同作戰，他加盟的消息在對高車士打的賽事前不久才正式公佈。他在對高車士打的賽事以左閘位置首次代表列斯聯正選上陣。在他的處子戰表現讓人印象深刻後，他在70分鐘因輕傷而被換下場，期間為列斯聯在聯賽上陣7場及英格蘭聯賽錦標1場，因膝傷而提前返回維拉，傷愈後再次借用到列斯聯直到球季結束。
外借錫菲聯和米禾爾
2011年1月14日路尼又被外借到英冠球會錫菲聯直到球季結束。11月23日路尼再獲借用到英冠球會米禾爾，與隊友會合，為期至2012年1月3日，期間上陣7場，獲延長借用至1月末及准許參賽英格蘭足總盃。

### 國際賽
雖然，路尼出生在澳洲，不過他由於他父母是愛爾蘭人而代表過愛爾蘭U17和愛爾蘭U21上陣。2009年9月11日，他決定選擇代表澳洲作賽。2009年10月10日，他被徵召入在悉尼對荷蘭的熱身賽的大軍名單中。2009年10月14日，他則在墨爾本對阿曼的亞洲盃外圍賽賽事中被徵召。

## 榮譽
阿士東維拉
- 飛利浦照明國際七人足球賽
  - 冠軍：2007
- 和平盃
  - 冠軍：2009

## 外部連結
- （英文）Aston Villa F.C. profile （页面存档备份，存于）
- （英文）足球数据库：沙恩·路尼的球员统计数据